# Aéroport de Tunta
Pour les articles homonymes, voir KBN.
L'aéroport de Tunta (code IATA : KBN • code OACI : FZWT) est  l'aéroport de la ville de Kabinda dans la province de Lomami en République démocratique du Congo. 

## Situation
| Bandundu Basango Mboliasa Bunia Gbadolite Gemena Goma Ilebo Kalemie Kananga Kikwit Kindu Kinshasa-Ndjili Kinshasa-N'Dolo Kisangani Kolwezi Lodja Lubumbashi Matari Matadi Mbandaka Mbuji Mayi Nioki Tshikapa Tshumbe |